# Bèlvéser de Lauragués
 Bèlvéser de Lauragués (francès Belbèze-de-Lauragais) és un municipi occità del Lauraguès, en el Llenguadoc, situat en el departament de l'Alta Garona, a la regió d'Occitània.